# Kendall Spencer
Kendall Spencer (ur. 24 lipca 1991 w San Francisco) – amerykański lekkoatleta, skoczek w dal.
Halowy mistrz NCAA (2012).
Medalista mistrzostw USA.

## Rekordy życiowe
- Skok w dal – 8,16 (2012)